# Elasmus dexotus
Elasmus dexotus is een vliesvleugelig insect uit de familie Eulophidae. De wetenschappelijke naam is voor het eerst geldig gepubliceerd in 2008 door Narendran.